# Луций Гиртулей
Лу́ций Гиртуле́й (лат. Lucius Hirtuleius; погиб в 75 году до н. э. при Италике или при Сегонтии, Римская Испания) — римский военачальник и политический деятель, квестор 79 года до н. э., лучший полководец в армии Квинта Сертория во время его войны с сенатской «партией» в Испании. Одержал несколько побед над врагом, но потерпел поражение при Италике от Квинта Цецилия Метелла Пия и погиб в этом бою или вскоре после него.

## Происхождение
Луций Гиртулей принадлежал к незнатному плебейскому роду. В источниках он упоминается в ряде случаев вместе с братом Квинтом, который был предположительно младше его; соответственно отец братьев должен был носить преномен Луций. Существует гипотеза, что Гиртулеи были земляками Квинта Сертория, то есть происходили из земли сабинов.
Упомянутый в трактате Марка Туллия Цицерона «Брут, или О знаменитых ораторах» Гай Гиртулей или Гиртилий, живший в эпоху Суллы, мог быть родственником Луция и Квинта.

## Биография
О начале карьеры Луция ничего не известно. Его брат в 89 году до н. э. был членом военного совета Гнея Помпея Страбона, действовавшего против восставших италиков в Пицене. Луций мог быть сослуживцем Квинта, а в 87 году до н. э., во время боёв за Рим в рамках борьбы между марианцами и сенатской «партией», мог вместе с братом перейти на сторону марианца Сертория.
Имя Луция встречается исключительно в латинских источниках (Плутарх называет его только по должности). В 79 году до н. э. оба Гиртулея находились в Испании, где Серторий продолжал борьбу против сенатской «партии». Луций, занимавший тогда должность квестора, разгромил наместника Дальней Испании Марка Домиция Кальвина, который погиб в бою. Предположительно после этого Гиртулей разбил на реке Ана легата Тория Бальба, который тоже погиб в схватке. Фронтин сообщает об осаде Гиртулеем города Консабура в Ближней Испании, защитники которого страдали от голода, но не сдались; некоторые исследователи датируют эту осаду 79 годом до н. э., некоторые говорят о периоде между 79 и 75 годами.
В 78 году до н. э. в Испанию вторгся наместник Нарбонской Галлии Луций Манилий во главе трёх легионов и полуторатысячного отряда конницы. Гиртулей выступил против него с ещё большими силами и наголову разгромил при Илерде, так что Манилий бежал в свою провинцию с кучкой людей.
В 75 году до н. э. Луций вместе с братом командовал серторианскими войсками на юге, в Дальней Испании, тогда как Серторий находился на северо-востоке, в Ближней Испании. Задачей Гртулеев было защищать союзные общины от вражеского полководца Квинта Цецилия Метелла Пия, но не начинать крупное сражение, так как противник явно был сильнее. Они нарушили приказ, потерпели поражение и погибли. Источники сообщают об этом по-разному. Орозий пишет о битве при Италике, в которой погибло 20 тысяч серторианцев, причём Гиртулей (неясно, Луций или Квинт) бежал после боя в Лузитанию. Флор говорит, что оба Гиртулея погибли при Сегонтии, эпитоматор Ливия — что Метелл «разбил и убил серториева квестора Гиртулея и его войско». В историографии распространено мнение, что это два разных сражения. Фридрих Мюнцер полагал, что Луций бежал в Лузитанию после Италики, потом снова присоединился к Серторию и погиб при Сегонтии; по версии Антона Короленкова, Луций погиб при Италике.
Античные авторы признают Луция Гиртулея наиболее способным и удачливым из военачальников Сертория